# Lanius excubitoroides
Lanius excubitoroides (Picanço-de-dorso-cinzento) é uma espécie de ave da família Laniidae.
Pode ser encontrada nos seguintes países: Burundi, Camarões, República Centro-Africana, Chade, República Democrática do Congo, Etiópia, Quénia, Mali, Mauritânia, Nigéria, Ruanda, Sudão, Tanzânia e Uganda.
Os seus habitats naturais são: savanas áridas e campos de gramíneas subtropicais ou tropicais secos de baixa altitude.